# Lou Pearlman
Louis Jay Pearlman (Flushing, 19 de junio de 1954-Texarkana, 19 de agosto de 2016) fue un productor y estafador estadounidense. Fue el mánager y creador de las exitosas agrupaciones, Backstreet Boys y NSYNC. Pearlman fue acusado en 2006 de fraude y estafa de más de 300 millones de dólares, siendo uno de los mayores fraudes en la historia de los Estados Unidos. Después de ser detenido, se declaró culpable de conspiración, blanqueo de capitales y de hacer declaraciones falsas durante un procedimiento de quiebra. En 2008, fue declarado culpable y condenado a 25 años de prisión.

## Mánager
Con Pearlman, los Backstreet Boys saltaron a la fama en 1996 y se convirtieron en una de las bandas más exitosas, con más de 130 millones de discos vendidos y NSYNC, que vendió más de 55 millones de discos. Más adelante, gestionó las carreras de otros grupos como LFO, Take 5, Natural y O-Town, y el grupo de chicas Innosense, que contó en sus inicios con Britney Spears. Todos ellos en su sello discográfico TransContinental Records.

## Encarcelamiento
En 2007, Pearlman fue arrestado en Bali, Indonesia y condenado en 2008 a 25 años de prisión por lavado de dinero y fraude, entre otros cargos. En 2008, comenzó su sentencia de prisión. 

## Muerte
En 2016, sufrió un derrame cerebral en la cárcel. La salud de Pearlman continuó deteriorándose, y murió mientras estaba en custodia en la Institución Correccional Federal en Texarkana, Texas, el 19 de agosto de 2016.